# Хок Појнт (Мисури)
Хок Појнт (енгл. Hawk Point) град је у америчкој савезној држави Мисури.

## Демографија
По попису из 2010. године број становника је 669, што је 210 (45,8%) становника више него 2000. године.
| Група             | 2000.       | 2010.       |
| Белци             | 449 (97,8%) | 599 (89,5%) |
| Афроамериканци    | 0 (0,0%)    | 9 (1,3%)    |
| Азијати           | 2 (0,4%)    | 0 (0,0%)    |
| Хиспаноамериканци | 0 (0,0%)    | 39 (5,8%)   |
| Укупно            | 459         | 669         |